# Orden des heiligen Joseph (Toskana)

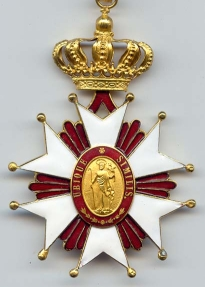
St.-Josephs-Orden

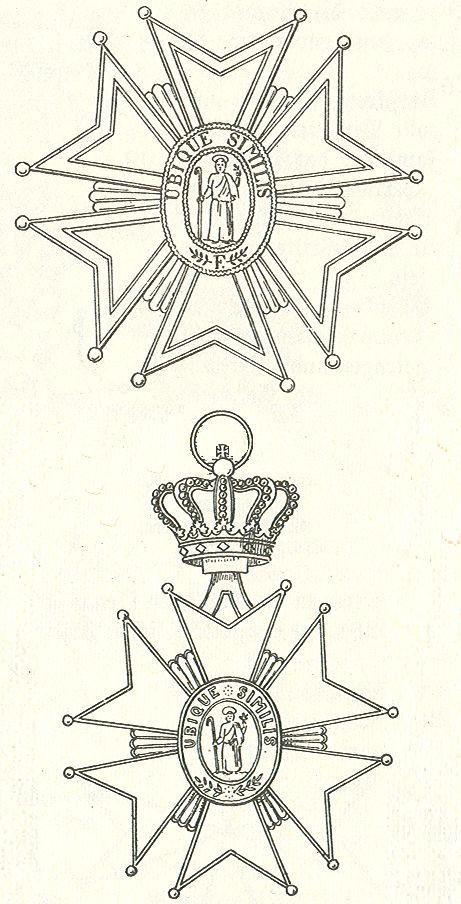
St.-Josephs-Orden

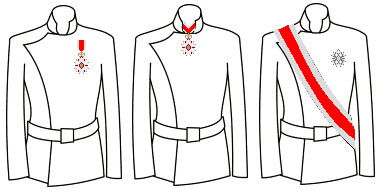
Trageweise des Ordens (v. l. n. r.) III. bis I. Klasse

Der Orden des heiligen Joseph (italienisch Ordine del merito sotto il titolo di S. Giuseppe di Toscana) war ein toskanischer Verdienstorden, der von Großherzog Ferdinand III. am Tag des hl. Joseph 1807, seinerzeit in seiner Funktion als Großherzog von Würzburg, gestiftet wurde. 1817, als Großherzog der Toskana, erneuerte er den Orden. Der Josephsorden galt als zweiter Orden des Großherzogtums nach dem Ritterorden des Heiligen Stephan.
Er durfte an Geistliche, Zivil- und Militärpersonen und auch an Ausländer verliehen werden. Das Bekenntnis zum Katholizismus war eine der Auszeichnungsbedingungen.
Generalgouverneur Bettino Ricasoli hob den Orden am 18. März 1860 auf, bisherige Ordensträger durften ihn aber weiter anlegen.
Der Orden des heiligen Joseph wurde daraufhin zum dynastischen Orden der Toskana-Linie des Hauses Habsburg-Lothringen.

## Ordensklassen
Der Orden hatte nach der Statutenänderung vom 18. März 1817 drei Klassen; die Anzahl der Mitglieder war beschränkt:
- I. Klasse: Großkreuz auf 20 Mitglieder
- II. Klasse: Kommandeur auf 30 Mitglieder mit Aussicht auf Erbadel
- III. Klasse: Ritter auf 60 Mitglieder.

Großmeister war der regierende Großherzog.

## Ordensdekoration
Alle Kreuzspitzen des sechsarmigen, weiß emaillierten Kreuzes mit goldener Einfassung sind mit insgesamt zwölf kleinen goldenen Kugeln besetzt. In den Kreuzwinkeln befinden sich je drei rot emaillierte Strahlen mit goldener Einfassung.
Das ovale Medaillon zeigt auf der Vorderseite in Gold ein Bild des heiligen Joseph mit der Umschrift UBIQUE SIMILIS als Ordensdevise. Auf der Rückseite befinden sich die Buchstaben S. J. F. (Sancto Josepho Ferdinandus (deutsch Ferdinand dem Heiligen Joseph)) und die Jahreszahl 1807. Der nach oben gerichtete Kreuzarm ist mit einem kurzen, rot emaillierten Bandstück an einer goldenen durchbrochenen Krone mit Tragering verbunden.

## Ordensband und Trageweise
Das Ordensband ist rot mit einem breiten Randstreifen an beiden Seiten. Das Großkreuz wurde am Schulterband von der rechten Schulter zur linken Hüftseite an. Das Kommandeurskreuz wird am Hals, das Ritterkreuz im Knopfloch oder auf der linken Brustseite getragen.
Zum Großkreuz gehört ein silberner Bruststern gleicher Form und Art, aber ohne Krone. Bei besonderen Anlässen wird das Großkreuz als Collane um den Hals getragen. Die Kette besteht aus goldenen Rosetten und gleich gefassten Edelsteinen. Die Steine sind in einem rot emaillierten Teil flammenartig rechts und links gefasst.

## Bekannte Träger
- Napoleon Bonaparte
- Charles-Maurice de Talleyrand-Périgord
- Jean-Auguste-Dominique Ingres
- Franz II.
- Friedrich August I.
- Alfons von Bayern, Großkreuz
- Ferdinand von Malaisé, bayerischer General und Erzieher von König Ludwig III.

## Der Orden heute
Der Orden wurde in der Toskana 1972 als Verdienstorden wiederbelebt, ist nach wie vor aktiv und zeichnet Persönlichkeiten aus, die sich durch ihr besonderes Bemühen um Kunst und Kultur verdient gemacht haben. Großmeister ist der Großherzog der toskanischen Linie des Hauses Habsburg, Sigismund von Habsburg-Lothringen.